# 114703 North Dakota
114703 North Dakota è un asteroide della fascia principale. Scoperto nel 2003, presenta un'orbita caratterizzata da un semiasse maggiore pari a 2,9172299 UA e da un'eccentricità di 0,0761922, inclinata di 3,03449° rispetto all'eclittica.
L'asteroide è dedicato all'omonimo stato degli Stati Uniti.